# Keemstar
Daniel M. Keem (nascido em 1982), conhecido online como Keemstar, é um Youtuber, podcaster, e Streamer. Ele é mais conhecido por ser o apresentador do programa de notícias de cultura popular, DramaAlert.

## Vida inicial
Keem nasceu em 1982, em Buffalo, Nova Iorque. Ele tem um irmão e uma irmã. Ele tem predominantemente descendência italiana e grega.

## Carreira

### História
A estreia de Keem no Youtube foi num vídeo de Halo 3 de janeiro de 2009, onde ele foi gravado a falar mal pelo chat de voz online de multi-jogador. Em setembro de 2012, Keem começou a usar a hashtag #DramaAlert no Twitter. Em junho de 2014, depois de múltiplas terminações, ele registou o seu canal atual, DramaAlert. Keem geralmente dá as suas próprias opiniões em tópicos que ele relate sobre.
Em 2010, Keem circulou um boato de morte sobre Lindsay Lohan que foi tendência mundialmente no Twitter.
Em julho de 2010, Keem tornou-se na pessoa mais subscrita no blogTV.
Em novembro de 2010, Keem foi vítima de Swatting, mais tarde comparando a experiência a uma situação de reféns.
Em fevereiro de 2011, Keem promoveu FortressCraft, um jogo a chegar à Xbox Live. Keem contactou o desenvolvedor indie e fez um acordo com ele, sendo co-dono do jogo. O jogo vendeu 2 milhões de cópias.
Em julho de 2011, Keem realizou um torneio junto com Alki David, chamado de 'Desafio dos Bilionários' no qual os concorrentes competiram por prémios. Durante a produção de um segundo 'Desafio dos Milionários', David afirmou que suicídio assistido iria ser mostrado, o que causou controvérsia e levou a alguns Youtubers a cancelar a sua participação. David mais tarde clarificou que era uma piada, enquanto o segundo programa seguiu.
Em julho de 2012, Keem e o youtuber de Call of Duty, ONLYUSEmeBLADE, criaram o podcat 'Bad Kid Show'.
Em julho de 2012, Keem começou a campanha #Dildos4Africa. A sua intenção era comprar $75,000 de dildos para os mandar para África numa tentativa de reduzir a sobre-população.

#### Reforma planeada
A 25 de outubro de 2021, Keem anunciou no Twitter o seu plano de se reformar do Youtube a 8 de março de 2022, o dia do seu 40º aniversário e depois de 14 anos de criação de conteúdo. No seu vídeo de anúncio lançado um dia mais tarde intitulado "Reformado", ele expressou a sua insatisfação com fazer vídeos na plataforma, citando os efeitos da cultura do cancelamento junto com as mudanças do algoritmo do Youtube e a comunidade do site como fatores para a sua decisão. A 12 de novembro de 2021, Keem contratou um novo apresentador, Willy Mac, e também recontratou um antigo apresentador, TyBlue.
A 12 de fevereiro de 2022, Keem anunciou que tinha mudado de ideias e que não se ia reformar do DramaAlert, citando uma falta de confiança em qualquer substituto permanente e um novo acordo de patrocínio por 3 anos com a companhia de apostas desportivas, MyBookie.

### Conflitos e controvérsias
Em 2010, durannte uma discussão com um moderador chamado Alex no site BattleCam.com, Keem encorajou os seus espectadores a escreverem "Alex é um nigger estúpido" no chat da stream; mais tarde ele pediu desculpar por dizer a palavra. Keem também se referiu a Alex como um, "todo justo do caralho nigger" e continuou a depreciar Alex usando a ofensa e dizendo, "Alex, está a fazer esta merda, seu nigger do caralho" em referência a Alex supostamente "começar" o vídeo de Keem quando os espectadores achavam que tinha sido Keem a começar o seu próprio vídeo.
Em janeiro de 2016, Keem postou um tweet direcionado a TotalBiscuit, um youtuber que foi diagnosticado com cancro terminal, dizendo que não podia esperar por reportar a sua morte. Keem mais tarde pediu desculpa pelo tweet. TotalBiscuit morreu em maio de 2018.
Em maio de 2016, o youtuber IDubbbz lançou um vídeo de denúncia no Youtube sobre Keem. No vídeo, ele acusou Keem de ameaçar Youtubers grandes com uma cobertura negativa e de promover canais pequenos ou acusá-los de esconderem algo. iDubbbz chamou Keem de um "tomador de decisões muito precipitado" e mostrou clipes de Keem a dizer que iDubbbz considerou lamentável. Em resposta, Keem chamou o vídeo de "divertido" e negou querer atacar outros youtubers, dizendo que ele "não tem problema com arranjar convidados ou ter entrevistas exclusivas". Ele também pediu desculpa pelos comentários e incidentes que ele causou, mas sarcasticamente justificou dizer "nigger" usando um teste genealógico de ADN para provar que ele era nove porcento negro.
Em 2016, Keem falsamente acusou o streamer da Twitch de Runescape, Tony Winchester—conhecido como RSGloryandGold—de ser um pedófilo, tendo-o confundido com John Phillips, um criminoso sexual condenado que usou Runescape para atrair crianças para sexo. Foi provado mais tarde que Keemstar estava incorreto. Tony provou a sua identidade, levando Keem a pedir desculpa, despedir um dos seus editores, oferecer 1000$ a Tony (que ele recusou), e a apagar os seus vídeos relacionados à questão. Winchester mais tarde perdoou Keemstar.
Em janeiro de 2019, o youtuber Jake Paul acusou Keem de fazer body shaming com a então namorada de Paul, Erika Costell, depois de Keem fazer um tweet a comparar o corpo dela ao de Eugenia Cooney, uma Youtuber com um distúrbio de alimentação.
Em abril de 2021, em resposta a Jake Paul estar face a alegações de abuso sexual por parte da usuária de TikTok, Justine Paradise, Keem postou no Twitter que não havia maneira de sexualmente abusar de alguém oralmente, dizendo que a vítima teve que escolher "abrir a boca" como também citando "Não à mesmo maneira de sair? Eu apenas não acredito mesmo na história".

#### Controvérsia de Etika
Em abril de 2019, Keem publicou uma entrevista DramaAlert com o Youtuber Etika, que tinha exibido comportamento instável nas semanas antes da entrevista. Durante a entrevista, Etika fez várias declarações predominantemente centradas à volta de morte e das suas perspetivas do mundo. Em certo momento, ele referiu-se a si como o "Anticristo" e expressou um desejo de "purgar todas as vidas". Keem questionou Etika se as suas ações antes da entrevista eram um golpe de publicidade ou se ele tinha genuinamente tido um esgotamento nervoso. Etika negou usar as suas ações para publicidade e mais tarde afirmou que a vida era um "vídeo-jogo" e que "morte não tem significado"; Keem inquiriu que se a vida fosse uma simulação, "então porquê viver?... Salta só de um penhasco? Se é só uma simulação, quem se importa?"
Dois meses após a entrevista, Etika publicou um vídeo na forma de uma nota de suicídio intitulado "Desculpa". Keem estava entre as pessoas de quem Etika falou, dizendo "Keemstar, desejo-te tudo de bom, meu nigga". O corpo de Etika foi encontrado no Rio East quatro dias depois do vídeo ser publicado, com o Gabinete do Médico Legista-Chefe determinando que ele se afogou após se atirar da Ponte de Manhattan. Keem foi alvo de críticas após o suicídio de Etika, pois foi responsabilizado pela sua morte devido à entrevista do DramaAlert e afirmações feitas no Twitter antes e depois da entrevista. Keem argumentou que ele não devia ser culpado da morte de Etika porque ele parecia bem privadamente e que doutores acreditavam que ele estava estável. Keem mais tarde postou uma captura de ecrã de várias mensagens alegadamente enviadas pela mãe de Etika, no qual ela dizia que ele não tinha culpa pelo suicídio do seu filho e que ele adorava Keem e o seu programa.
Em maio de 2020, o Youtuber Ethan Klein lançou um vídeo de denúncia sobre Keem, com uma das alegações sendo que ele explorou Etika, que mais tarde morreu de suicídio. Isto resultou na G Fuel a acabar com o seu patrocínio de Keem.

## Discografia

### Singles
| Título                 | Ano  | Álbum             |
| ---------------------- | ---- | ----------------- |
| "Dollar in the Woods!" | 2017 | Singles sem álbum |
| "Keem Pop"             | 2020 | Singles sem álbum |

### Podcasts
| Ano       | Título         | Papel           |
| --------- | -------------- | --------------- |
| 2012-2014 | BadKidCast     | Apresentador    |
| 2015-2016 | #Triggered     | Co-apresentador |
| 2016-2019 | Baited!        | Co-apresentador |
| 2020-2022 | Mom's Basement | Apresentador    |